# Kičevo
Kičevo (makedonski: Кичево, albanski: Kërçova) je grad na zapadu Republike Makedonije od 27.067 stanovnika na padinama planine Bistre.
Sjedište je istoimene Općine Kičevo, koja ima 30 138 stanovnika (po popisu iz 2002.).

## Zemljopisne odlike
Kičevo leži u istoimenoj kotlini na jugoistočnim padinama planine Bistra, između gradova Ohrida i Gostivara. Kroz grad protiče rijeka Treska koja nedaleko od Kičeva ima izvore na Stogovskoj i Ilinskoj planini, ona se u Kičevskoj kotlini zove Golema reka.
Od Skopja je Kičevo udaljeno 112 km, a gotovo podjednako je udaljeno od Gostivara (46 km) i Ohrida (61 km).

## Povijest
Naselje se prvi put spominje pod imenom Uskana za vrijeme vladavine Perseusa, kralja Makedonaca (Treći makedonski rat 171. pr. Kr. - 169. pr. Kr.), prvi ga pod nazivom Kičavis navodi bizantski car Bazilije II. - 1018., a sljedeći ga spominje Ohridski arhiepiskop Theofilakt u XI st. 
Nakon zauzeća grada i okolice od Otomanskog carstva, Kičevo je postalo vojni i administrativni centar regije. 
Spomenik iz tog doba je Saat kula podignuta na brežuljku iznad grada zvanom Kičevsko Kale.
Grad Kičevo imao je istaknutu ulogu u vrijeme nacionalnih borbi za oslobođenje, istaknuti vođa bio je pop Josif iz samostana Bogorodica Prečista (pored grada), koji je imao podršku u narodu osobito među učiteljima.  Pop Josif i Pere Tošev osnovali su prvi oružani odred u Kičevu 1878. (vođa kojeg je postao Duko Tasev). 2. kolovoza, 1903. građani Kičeva uzeli su učešća u Ilindenskom ustanku.
1919. Kičevo je podpalo pod vlast Kraljevine Srba, Hrvata i Slovenaca.
Za II. svjetskog rata, Kičevo je zaposjela Italija,  11. rujna, 1943., Kičevo je bio prvi slobodni grad u Makedoniji.

## Spomenici
Samostan Sv. Bogorodica Prečista pored Kičeva, lijepi je primjer srednjovjekovne bizantske arhitekture, nekoć je bio znan kao Krninski samostan.
značajan je i samostan Sv. Gorgija koji se također nalazi nedaleko grada.

## Stanovništvo
Po popisu stanovništa iz 2002. gradić Kičevo imao je 27.067 stanovnika, a njihov etnički sastav bio je sljedeći:
| Nacionalnost | Ukupno          |
| Makedonci    | 15 031 (53,55%) |
| Albanci      | 7 641 (30,55%)  |
| Turci        | 2 406 (8,06%)   |
| Romi         | 1 329 (5,41%)   |
| Srbi         | 82 (0,30%)      |
| Vlasi        | 77 (0,28%)      |
| ostali       | 496 (1,83%)     |

## Vanjske poveznice
- Službene stranice općine Kičevo  Arhivirana inačica izvorne stranice od 23. prosinca 2020. (Wayback Machine)
- Kičevo blog  Arhivirana inačica izvorne stranice od 24. studenoga 2020. (Wayback Machine)
- Samostan Sv. Bogorodice Prečiste